# Кабус ібн аль-Мунзір
Кабус ібн аль-Мунзір (убитий в кінці 573 року) — малік держави Лахмідів у 569—573 роках, син маліка аль-Мунзіра III. Вів війну з державою Гасанідів, під час якої був кілька разів розбитий.

## Походження і прихід до влади
Кабус був сином лахмідського маліка аль-Мунзіра III та кіндитської принцеси Хінд, дочки маліка Кінди аль-Харіса ібн Амра. Хоча джерела стверджують, що старшим сином аль-Мунзіра та Хінд був Амр III, який і став наступником батька, деякі дані вказують на те, що першим на світ з'явився Кабус. Згідно аль-Хіллі, аль-Мунзір III носив кунью Абу Кабус — «Батько Кабуса». Подібну кунью араби отримували в честь свого першого або самого знаменитого сина. З урахуванням того, що Кабус користувався не найкращою репутацією, аль-Мунзір міг отримати це прізвисько тільки в честь свого первістка.
Вступивши на престол, Амр III передав в управління Кабусу (поодинці або спільно з молодшими братами) всі периферійні володіння Лахмідів, залишивши у своєму безпосередньому управлінні тільки столицю — місто Хіру. Крім того, судячи з усього, в період правління свого брата Амра III Кабус командував лахмідськими військами. За свідченням Менандра Протектора, коли імператор Юстин II, вступивши на престол, у 566 році демонстративно відмовився посилати Лахмідам дари, які регулярно посилав його попередник Юстиніан I, Амр наказав Кабусу на чолі війська напасти на землі Гасанідів — давніх васалів Візантії. Відомостей про обставини цього походу не збереглося. Після вбивства Амра III, яке датується приблизно осінню 569 року, новим маліком держави Лахмідів став Кабус. Якщо вірити свідченням аль-Муфаддаля, Амр ще за життя зробив Кабуса своїм наступником.

## Правління
Вступивши на престол, Кабус відразу ж виявився втягнутим у війну з Гассанідами, подробиці якої наводяться в працях Іоанна Ефеського та Михайла Сирійського. Новий гассанідський малік аль-Мунзір ібн Харіс, який прийшов до влади практично одночасно з Кабусом, швидко консолідував гассанідських арабів, зібрав значне військо і раптовим ударом 15 травня 570 року розбив війська Лахмідів, захопив табір Кабуса і полонивши кілька родичів та воєначальників лахмідського правителя. Самому Кабусу вдалося втекти з поля бою з невеликим ескортом. Аль-Мунзір вдерся в землі Лахмідів і встав табором, займаючись викраденням худоби і захопленням лахмідських воїнів, які поверталися з набігів і часто брали гассанідський табір за свій. Через деякий час аль-Мунзір ібн Харіс разом з військом безперешкодно повернувся у свої володіння.
По закінченні якогось часу Кабус знову зібрав війська і виступив у похід проти Гасанідів. За свідченням Івана Ефеського, Кабус попередньо надіслав до аль-Мунзіра ібн Харіса посольство з оголошенням війни. Аль-Мунзір відповів, що лахмідському правителю не варто обтяжувати себе походом, оскільки він сам вже виступив у похід проти Кабуса. Стрімко пройшовши пустелю, аль-Мунзір на чолі своїх військ раптово напав на табір Кабуса і погромив його військо. Точно датувати другу поразку Кабуса на підставі збережених джерел не вдається, ймовірно, вона мало місце не пізніше 572 року.
Приблизно в листопаді—грудні 573 року Кабус ібн аль-Мунзір, згідно Хамзі аль-Ісфахані, несподівано був убитий якимсь арабом з племені Бану Яшкур, який при цьому розграбував його намет або обоз. Шаханшах Хосров I Ануширван, не маючи поки що кандидатури на місце вбитого Кабуса, передав управління державою Лахмідів своєму наміснику-шахрабу, ім'я якого не збереглося.